# Sankt Georgen bei Grieskirchen
Sankt Georgen bei Grieskirchen település Ausztriában, Felső-Ausztria tartományban, a Grieskircheni járásban, területe 11,41 km².

## Fekvése
Tengerszint feletti magassága 396 méter. Sankt Georgen bei Grieskirchen Taufkirchen an der Trattnach, Tollet, Grieskirchen, Gallspach, Meggenhofen, Aistersheim és Hofkirchen an der Trattnach településekkel határos.

## Népesség
Lakosainak száma 1336 fő (2018. január 1.).